# Lohnbach (Kleiner Kamp)
Der Lohnbach ist ein linker Zufluss zum Kleinen Kamp bei Rappottenstein und Schönbach in Niederösterreich.
Er entspringt östlich der an der Königswiesener Straße liegenden Einsiedlerkapelle und fließt nach der Aufnahme zweier Quellbäche in Richtung Schönfeld ab, wo unterhalb zunächst der Schönfeldbach von rechts zufließt und nach weiteren Zubringern der aus Arbesbach kommende Arbesbach von links einfließt. Danach fließt er am Loschberg (879 m ü. A.) vorüber, nimmt den aus Altmelon kommenden Melongraben auf und schließlich den über Perwolfs abfließenden Perwolfsbach, der westlich des Münzenberges (914 m ü. A.) entspringt. Nach dem Durchfluss durch das ausgedehnte Waldgebiet des Spanberges gelangt er schließlich an jene Stelle, die als Lohnbachfall ein beliebtes Ausflugsziel darstellt: Der Flusslauf verschwindet hier unter Granitblöcken.
Etwa einen Kilometer östlich des Lohnbachfalls unterquert der Lohnbach die Landesstraße L78 und mündet sogleich in den Kleinen Kamp. Sein Einzugsgebiet umfasst 23,7 km² in teilweise bewaldeter Landschaft.
Ebenso wie er Edelbach gilt der Lohnbach manchmal nicht als Zubringer, sondern als Quellfluss des Kleinen Kamps.